# Deutsch stichelhaar
Deutsch stichelhaar är en hundras från Tyskland, en stående fågelhund av braquetyp. Det är den ovanligaste av de tyska stående fågelhundarna. Den är lätt att förväxla med strävhårig vorsteh, i vars härstamning den ingår, men dess strävhåriga päls har längre täckhår och rasen har ett tyngre huvud. Deutsch stichelhaar är också den äldsta och mest ursprungliga av de tyska stående fågelhundarna. Den har hållits helt fri från inkorsning av främmande raser. Rasen erkändes av den tyska kennelklubben 1888. Rasklubben bildades 1892.